# 사세촌 (나가사키현)
사세촌(佐世村)은 나가사키현 히가시소노기군에 있던 촌이다.

## 역사
- 1889년 4월 1일 - 정촌제 시행에 의해 히가시소노기군 사세촌이 성립하였다.
- 1927년 4월 1일 - 히우촌과 함께 사세보시에 편입해 사세촌은 소멸하였다.

## 참고문헌
- 角川日本地名大辞典 42 長崎県
- 長崎県東彼杵郡教育会 編 (1917). 《長崎県東彼杵郡誌》. 長崎県東彼杵郡教育会. 672–687쪽. 다음 글자 무시됨: ‘和書 ’ (도움말) - Google ブックス
- 『市村併合ニ関スル件』昭和2年3月15日長崎県告示第110号・111号（佐世保市例規集）